# 골든 이어링

미국에서 록밴드로 널리 알려진 Golden Earring(골든 이어링)은 1960년대 중반까지만 해도 네덜란드에서 팝 음악을 하는 자국 밴드로 인기를 모으고 있었다. 이 그룹은 1961년도 당시 학생이었던 조리 쿠이먼스(George Kooymans 기타, 보컬)와 라이너스 게리슨 (Rinus Gerritsen 베이스, 보컬)에 의해 만들어졌다.몇 년이 지나고, 구성원들도 여럿 바뀐 후 그들은 'Please Go'로 자국에서 첫 성공을 거두었다. 1968년에는 'Dong-Dong-Di-Ki-Di-Gi- Dong'으로 네덜란드 차트 1위에 오르면서 유럽시장에도 알려지기 시작했다. 멤버를 확정하고 몇 년간의 실험 끝에 후(Who)의 성향과 비슷한 하드록을 하기로 결정한 이들은 첫 싱글 [Hearing Earing]을 발표했고 이 앨범은 이들이 영국으로 진출하는 기반을 마련해 주었다. 1974년에 발표한 싱글 'Radar Love'

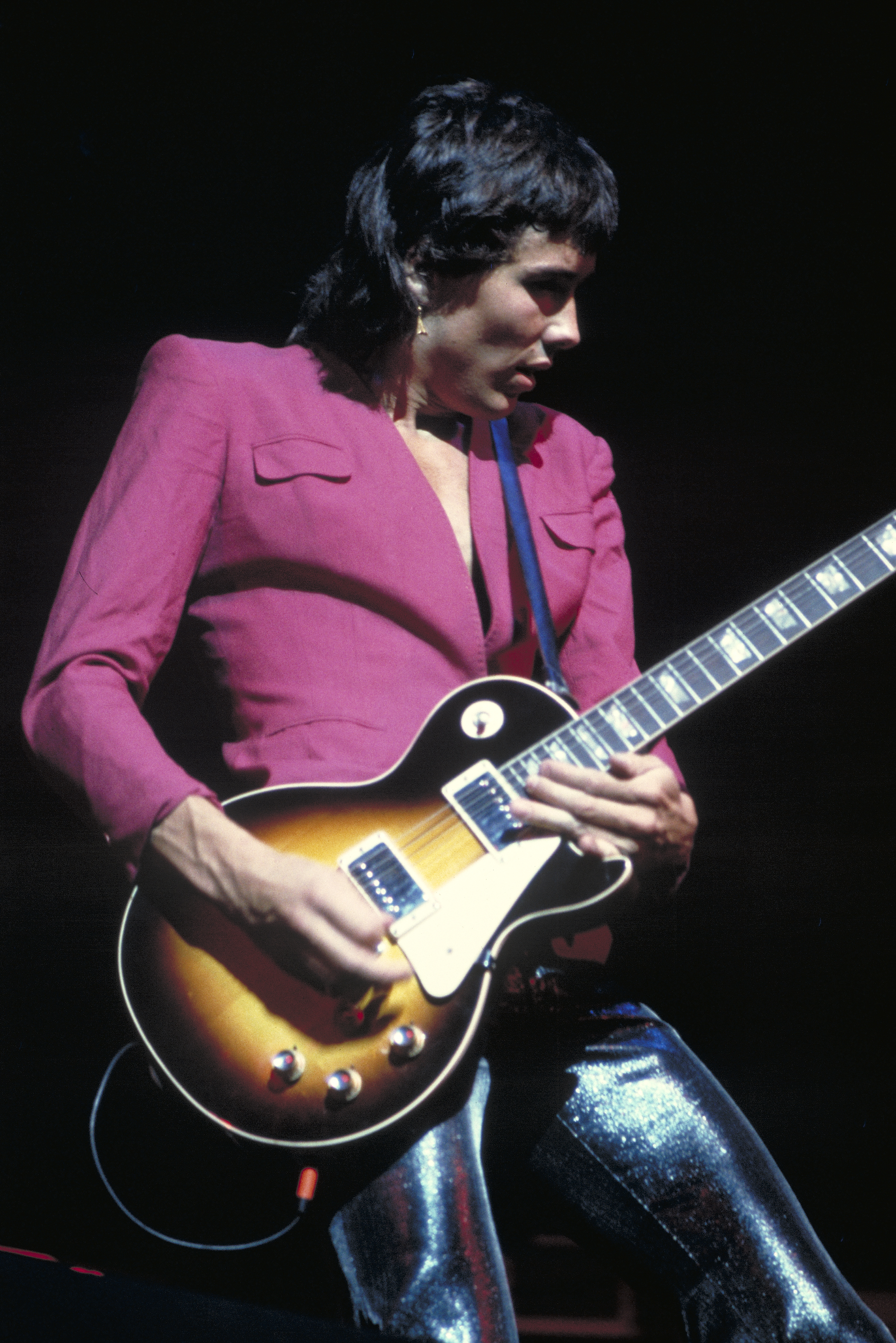
Lead guitarplayer George Kooymans in 1974

는 영국에서는 상위 10위, 미국 차트에서는 13위를 차지하는 성과를 거두었다. 이들은 두비 브러더스(Doobie Brothers)와 산타나(Santana) 공연의 오프닝 밴드로 나서기도 하였으나 미국 내에서 골든 이어링의 지명도는 너무나 미미한 것이었기에 관중의 호응은 형편없었다. 이후 골든 이어링의 멤버들은 유럽에서 각자 솔로로 활동하기 시작했다. 그들의 히트곡 'Radar Love'는 팝메 틀 그룹 화이트 라이온(White Lion)이 1989년에 커버함으로써 제2의 인기를 누렸다.

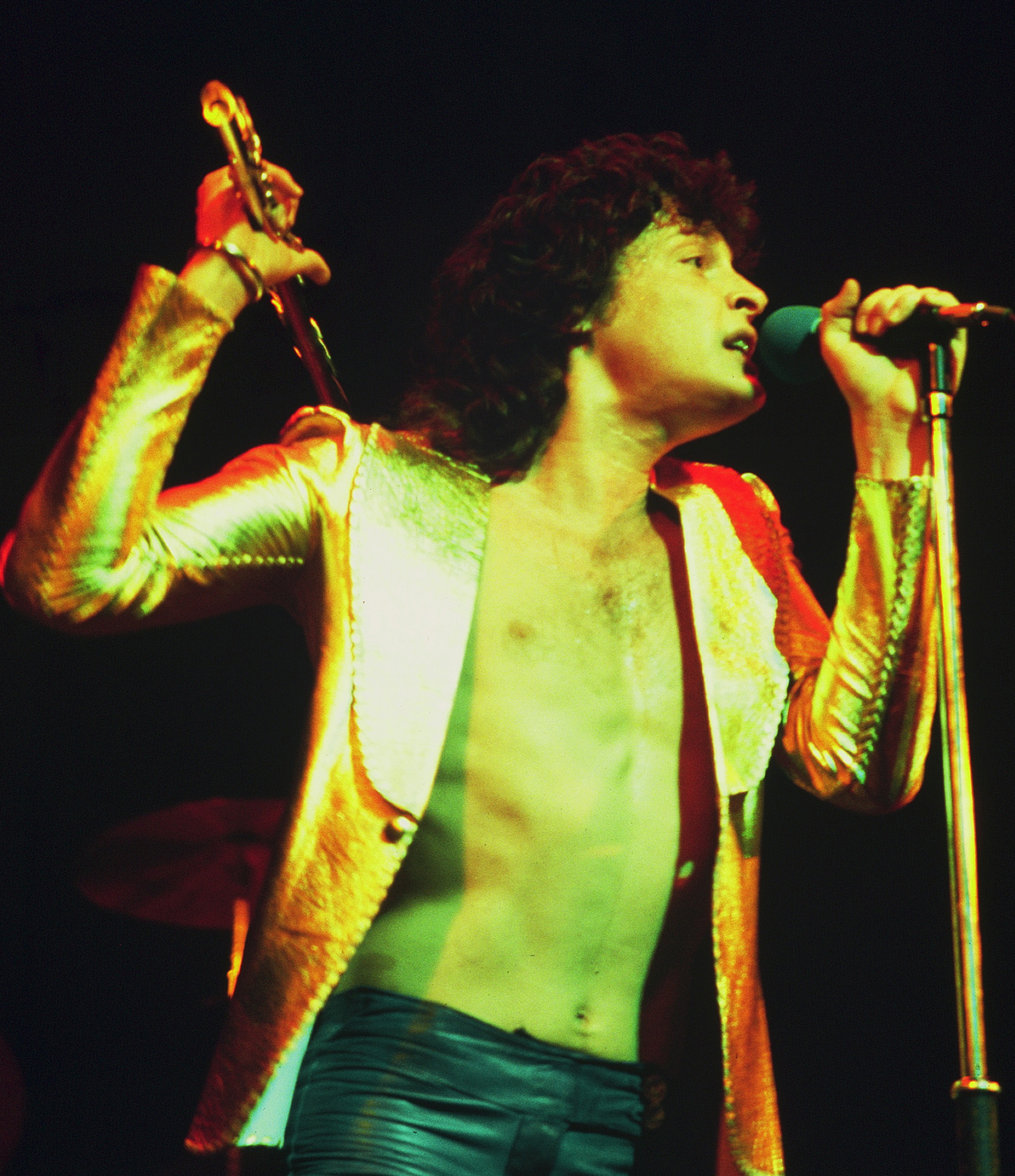
Lead singer Barry Hay in 1974

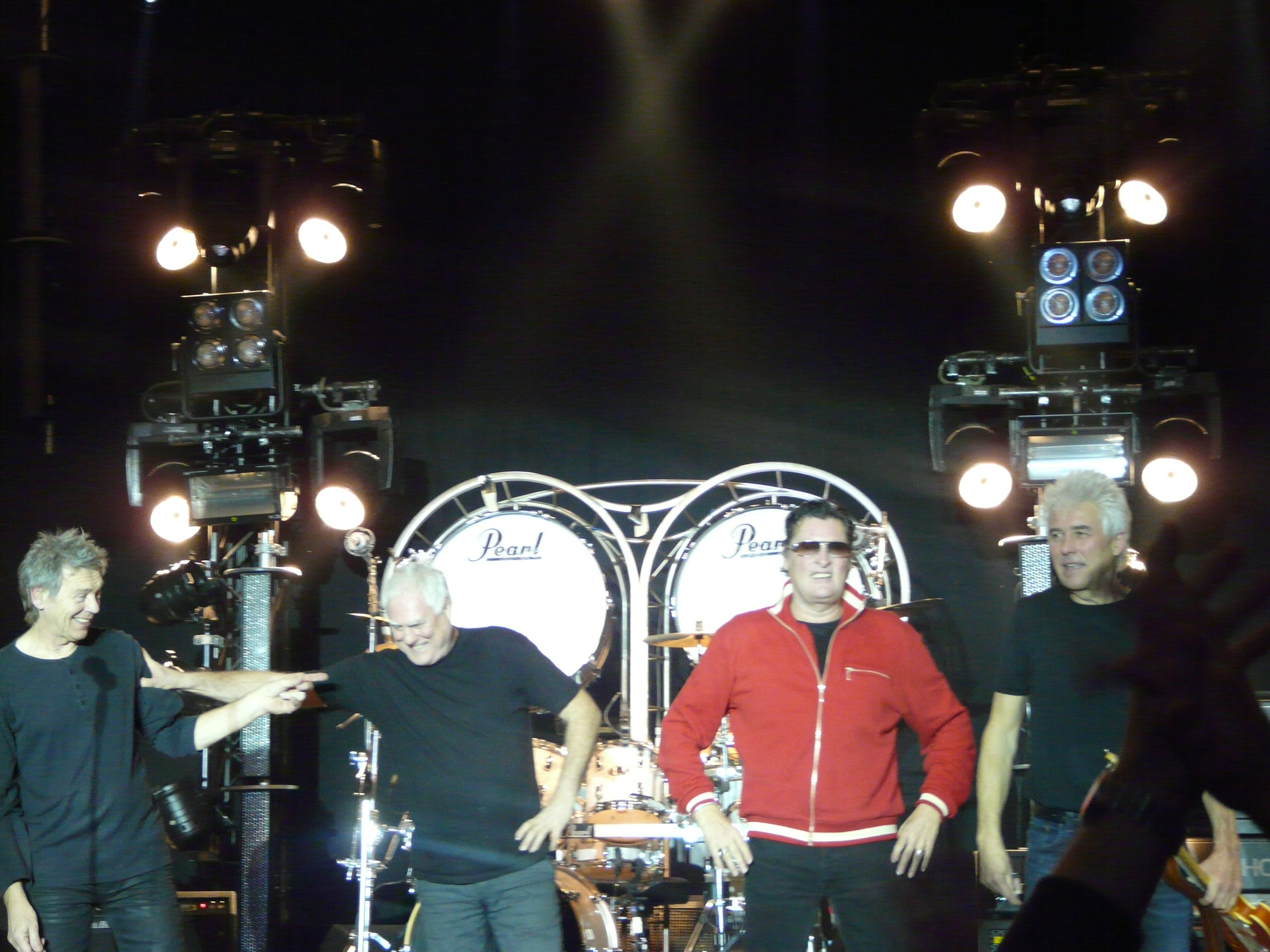
Golden Earring on stage

## 레코드 분류

### 콤팩트 디스크 앨범
- 1965 Just Earrings
- 1966 Winter-Harvest
- 1967 Miracle Mirror
- 1968 On the Double (2앨범)
- 1969 Eight Miles High
- 1970 Golden Earring
- 1971 Seven Tears
- 1972 Together
- 1973 Moontan
- 1974 Switch
- 1975 To the Hilt
- 1976 Contraband (미국:Mad Love)
- 1977 Live
- 1978 Grab It for a Second
- 1979 No Promises...No Debts
- 1980 Prisoner of the Night
- 1981 2nd Live (live 2lp)
- 1982 Cut
- 1983 N.E.W.S.
- 1984 Something Heavy Going Down (live)
- 1986 The Hole
- 1989 Keeper of the Flame
- 1991 Bloody Buccaneers)
- 1992 The Naked Truth (청각)
- 1994 Face It (분할 청각)
- 1995 Love Sweat (covers)
- 1997 Naked II (청각)
- 1999 Paradise in Distress
- 2000 Last Blast of the Century (live)
- 2003 Millbrook U.S.A.
- 2005 Naked III, Live at the Panama (청각)
- 2006 Live In Ahoy

### 편집
- 1968 Greatest Hits  (Polydor)
- 1970 The Best of Golden Earring  (미국)
- 1973 Hearing Earring
- 1977 Story
- 1981 Greatest Hits, Vol. 3
- 1988 The Very Best, Vol. 1
- 1988 The Very Best, Vol. 2
- 1989 The Continuing Story of Radar Love
- 1992 Radar Love
- 1994 Best of Golden Earring  (유럽)
- 1998 The Complete Naked Truth (청각)
- 1998 70s & 80s, Vol. 35
- 2000 Greatest Hits
- 2001 Devil Made Us Do It: 35 Years  (모든 가장 중대한 노래의 수집을 완료하십시오)
- 2002 Singles 1965-1967
- 2002 Bloody Buccaneers/Face It
- 2003 3 Originals

## 인터넷 사이트
아래의 사이트는 모두 영문 사이트이다.
- Golden Earring 공식 웹사이트
- Radar Love 300+ cover versions of the song by U2, R.E.M., Santana, Bryan Adams, Def Leppard, James Last and others
- Virtual Golden Earring Museum
- Golden Earring Record Research
- George Kooymans English interview for German MusicMirror